# Lucas (Wisconsin)
Lucas – miasto w Stanach Zjednoczonych, w stanie Wisconsin, w hrabstwie Greenwood.